# Frailea schilinzkyana
Frailea schilinzkyana är en kaktusväxtart som först beskrevs av F. Haage och Karl Moritz Schumann, och fick sitt nu gällande namn av Nathaniel Lord Britton och Joseph Nelson Rose. Frailea schilinzkyana ingår i släktet Frailea och familjen kaktusväxter.

## Underarter
Arten delas in i följande underarter:
- F. s. concepcionensis
- F. s. schilinzkyana